# Renneville, Eure
 Renneville  là một xã thuộc tỉnh Eure trong vùng Normandie miền bắc nước Pháp.